# Hinojosa del Duque
Hinojosa del Duque er en by og kommune i det sydlige Spanien i provinsen Córdoba. Den har et indbyggertal på 6.563 (2024) indbyggere.